# Људемисл
Људемисл је био словенски средњовековни кнез, вазал Франачке, који је 823. године ступио на власт деловима Далмације тј. Хрватске.
Људемисл је био рођак Борне, кнеза Далмације (око 819 — 821). Када Људевит напустио Србе, био је гост Људемисла, који га је потом убио. Вероватно је то морао да уради да би придобио власт над Хрватском.

## Извори и литература
- Fine, John Van Antwerp Jr. (2005). When Ethnicity Did Not Matter in the Balkans: A Study of Identity in Pre-Nationalist Croatia, Dalmatia, and Slavonia in the Medieval and Early-Modern Periods. Ann Arbor, Michigan: University of Michigan Press.
- Scholz, Bernhard Walter, ур. (1970). Carolingian Chronicles: Royal Frankish Annals and Nithard's Histories. University of Michigan Press.
- Živković, Tibor (2011). „The Origin of the Royal Frankish Annalist's Information about the Serbs in Dalmatia”. Homage to Academician Sima Ćirković. Belgrade: The Institute for History. стр. 381—398.